# 萊克科莫 (密西西比州)
萊克科莫（英語：Lake Como）是位於美國密西西比州賈斯珀縣的非建制地區。

## 歷史
萊克科莫的郵局於1859年設立，其後於1951年停運。

## 地理
萊克科莫所處的海拔為高於海平面105米（即344英呎），而該地所採用的時區為UTC-6，即北美中部時區（CST）。同時該地設有夏令時間，為UTC-6調快一小時，即UTC-5（CDT）。